# Ormsaltaren

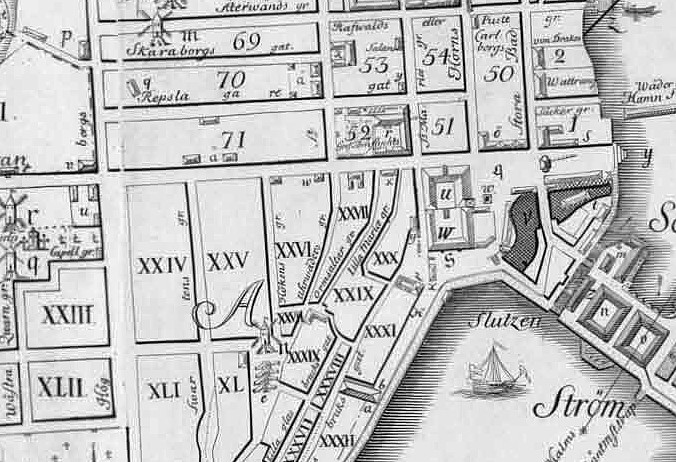
Området på Petrus Tillaeus karta från 1733 (norr är till höger)

Ormsaltaren är ett kvarter på Södermalm i Stockholm. Kvarteret omges av Mariagränd i norr, Götgatan i väst och Klevgränd i syd. Flera byggnader i kvarteret är blåklassade av Stadsmuseet i Stockholm, vilket innebär att bebyggelsen har "synnerligen höga kulturhistoriska värden" motsvarande fordringarna för byggnadsminnen.

## Namnet
Det egendomliga kvartersnamnet har fått olika tolkningar. Enligt Stockholms gatunamn är ordet "ormsaltare" dialektalt och betyder "illparig, listig människa" och enligt Björn Hasselblad (Stockholmskvarter) härrör namnet från en tysk invandrare med namn Alexander Ormesälter. Denne Ormesälter var en "fröjdpappa" som under senare delen av 1600-talet ägde ett hus i trakten. Han bedrev en så kallad lyckopotta, en sorts föregångare till dagens tombola. På Petrus Tillaeus karta från 1733 återfinns namnet Ormsaltergränd för dagens Klevgränd. 

## Byggnader
I kvarteret finns några intressanta byggnader. Stenhuset med adress Klevgränd 1C vid Thor Modéens trappor är Södermalms äldsta bevarade profanbyggnad och troligen från tidigt 1600-tal. Hörnhuset Klevgränd 1A/Götgatan 7 är ett flerbostadshus i jugendstil som uppfördes 1911–1912 efter ritningar av arkitekt Wilhelm Klemming. Byggnaden har uppmärksammats för sin planterade takterrass. Sedan 1933 är Stomatolskylten placerad på fastigheten Klevgränd 1B (fasad mot norr). 

## Bilder

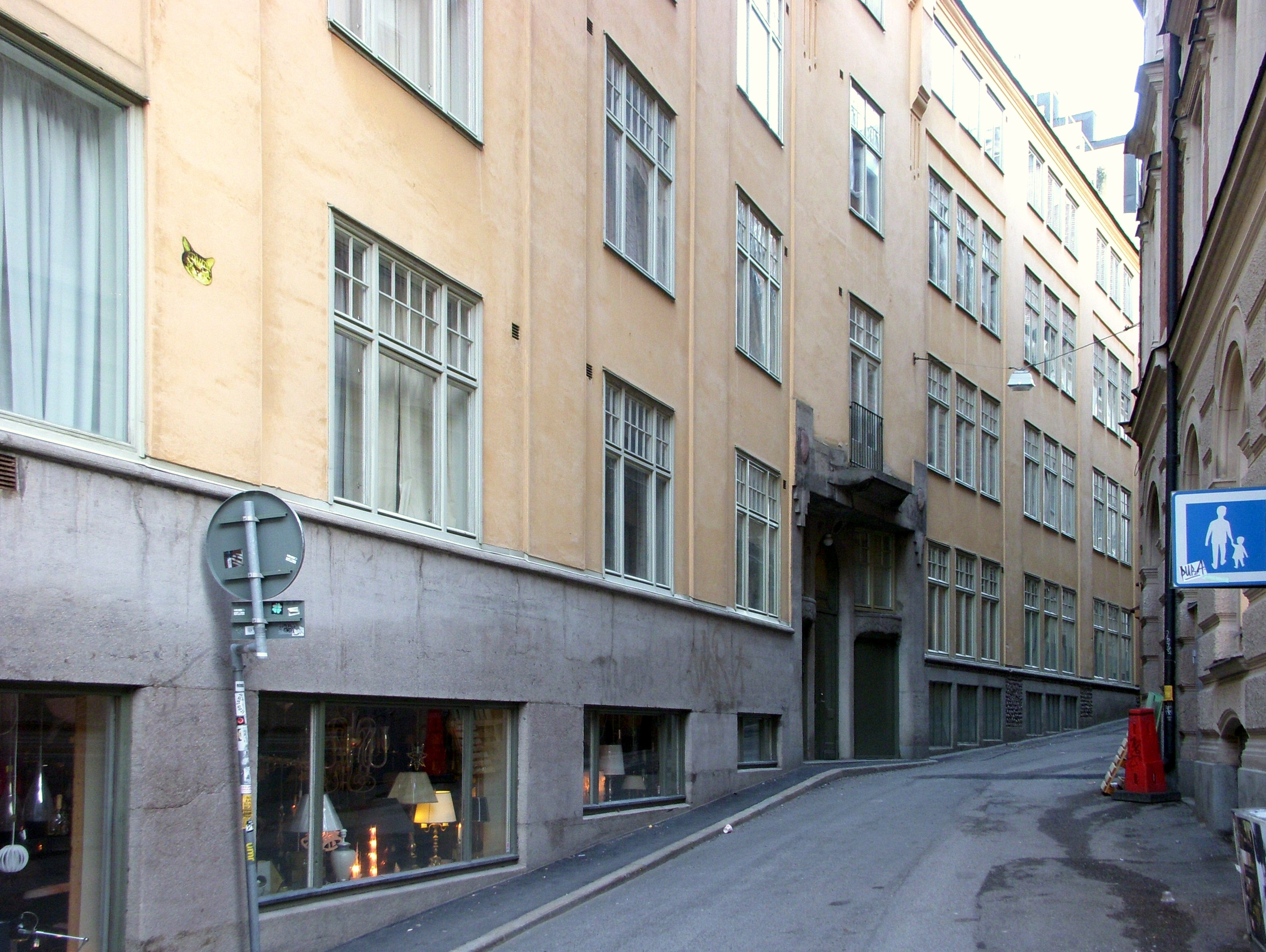
Klevgränd 1A, i jugendstil från 1912
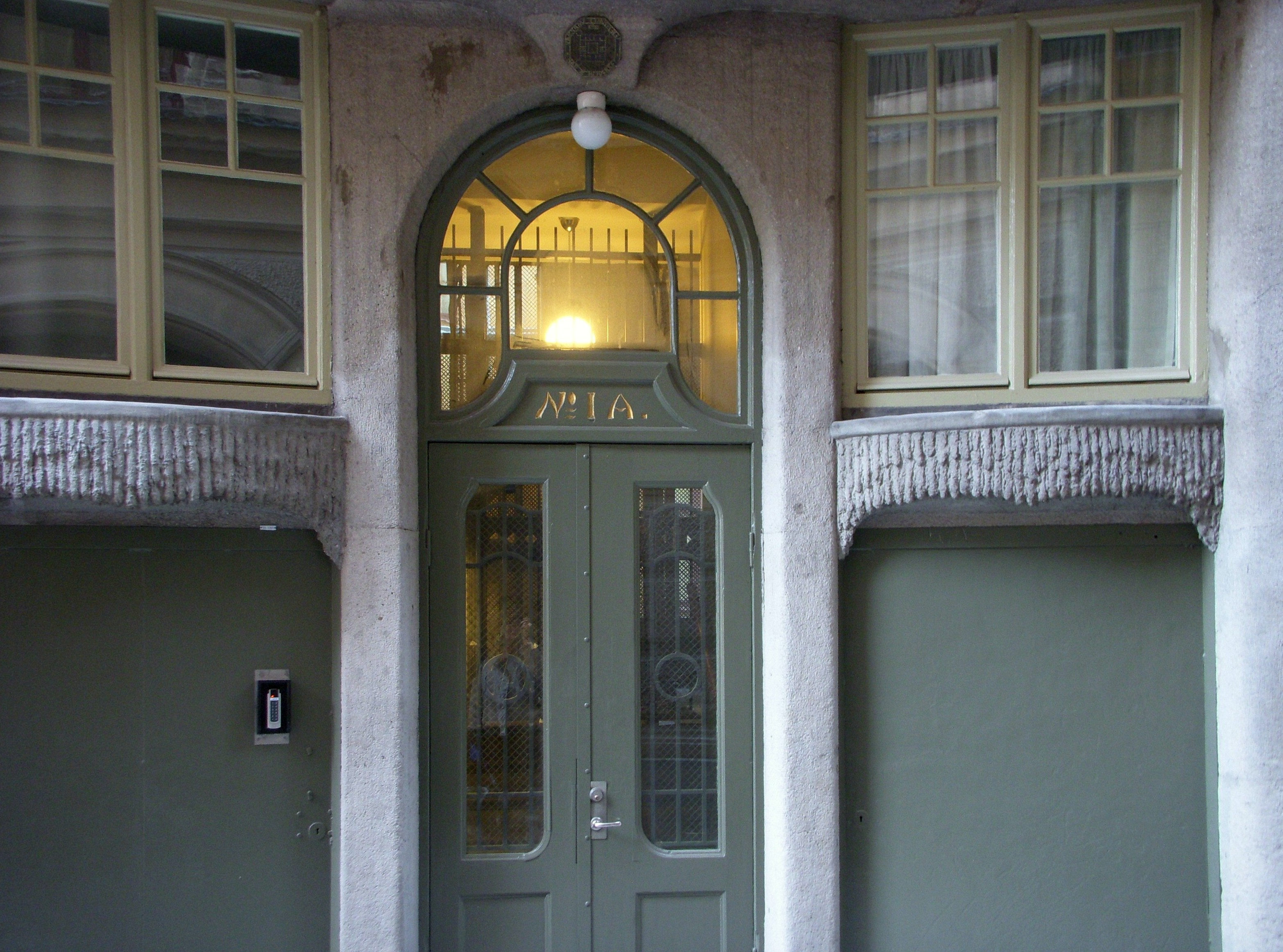
Klevgränd 1A, entréport
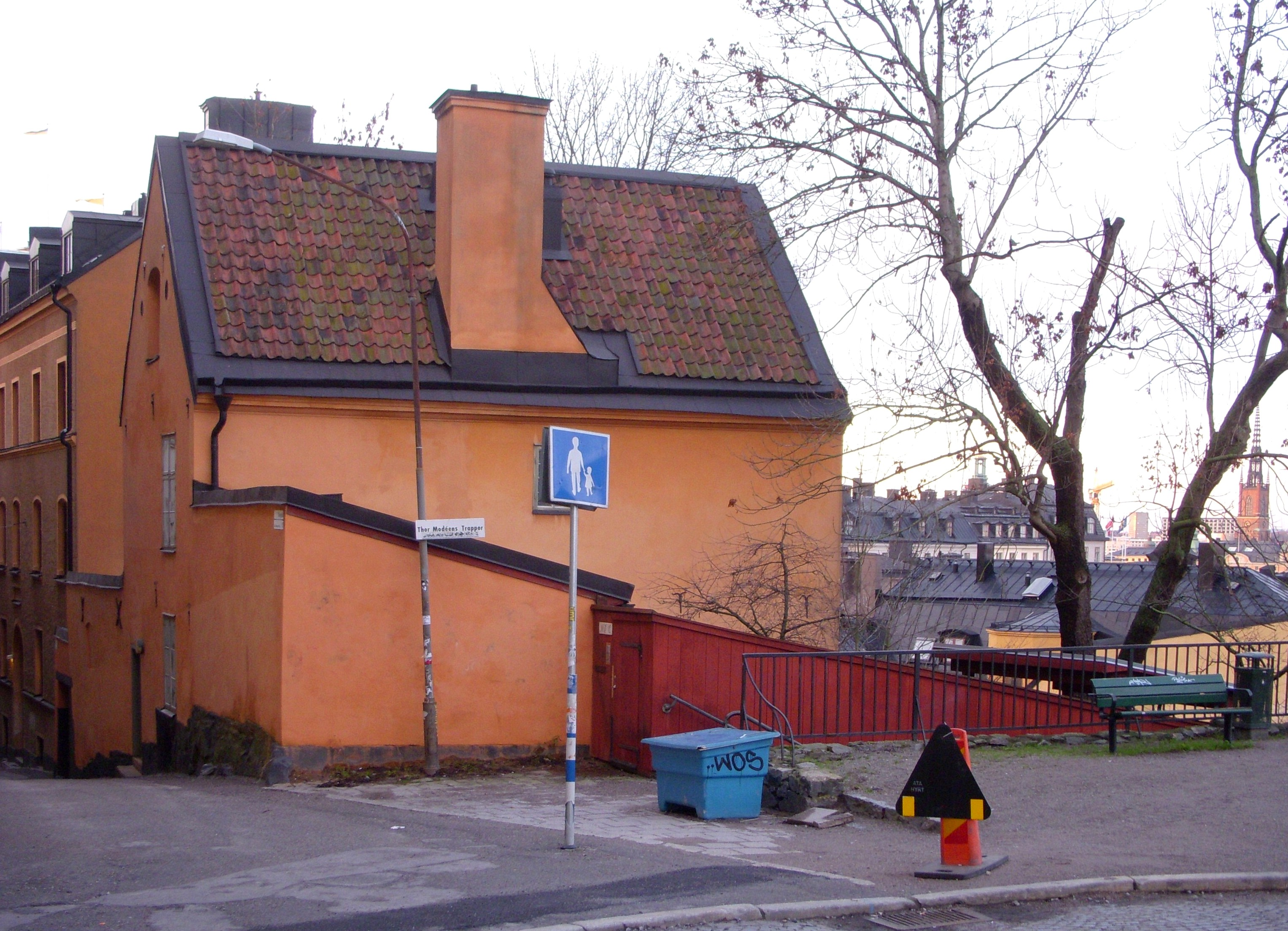
Klevgränd 1C, Södermalms äldsta bevarade profanbyggnad, troligen uppförd under tidigt 1600-tal
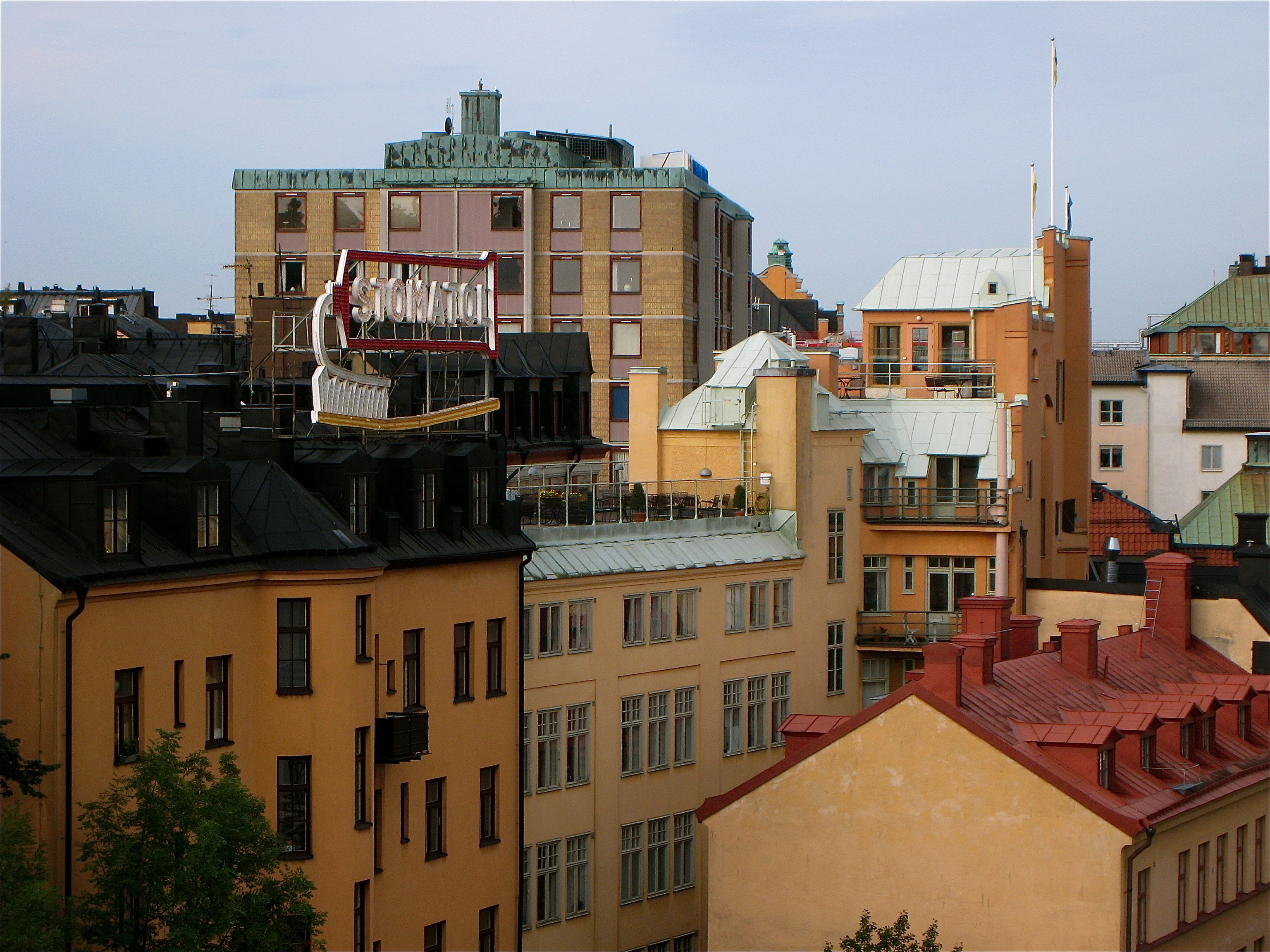
Klevgränd 1B med Stomatolskylten och Klevgränd 1A/Götgatan 7